# Sky News
Sky News er en 24-timers britisk og international nyhedskanal. 
Kanalen startede sine udsendelser 5. februar 1989, hvilket gør den til Europas første nyhedskanal. Den er egentlig målrettet Storbritannien, men distribueres over det meste af verden via kabel-tv og satellit. Sky News var inspireret af amerikanske CNN. Sky News ejes af Sky plc.
Kanalen sender fra Osterley i det vestlige London og beskæftiger ca. 650 medarbejdere. I Australien sendes kanalen i en lokal udgave, Sky News Australia.

## Sky News HD
I forbindelse med Sky News' dækning af det britiske parlamentsvalg d. 6. maj 2010, vil kanalens nye satsning gå i luften: Sky News HD. Kanalen vil levere nyhedsindhold som sædvanligt, men nu i HD (High Definition). Dermed vil Storbritanniens første nyhedskanal i HD gå i luften.